# Markus Nilsen
Markus Nilsen (ur. 27 kwietnia 1989) – norweski narciarz alpejski, srebrny medalista mistrzostw świata juniorów.

## Kariera
Po raz pierwszy na arenie międzynarodowej Markus Nilsen pojawił się 26 listopada 2004 roku w Geilo, gdzie w zawodach juniorskich zajął szóste miejsce w gigancie. W 2007 roku wystartował na mistrzostwach świata juniorów w Altenmarkt, gdzie jego najlepszym wynikiem było czwarte miejsce w gigancie. Walkę o podium przegrał tam z Mattsem Olssonem ze Szwecji o 0,23 sekundy. Jeszcze dwukrotnie startował na imprezach tego cyklu, największy sukces osiągając podczas mistrzostw świata juniorów w Formigal w 2008 roku, gdzie zdobył srebrny medal w gigancie. W zawodach tych rozdzielił na podium Austriaka Marcela Hirschera oraz Mattsa Olssona.
W Pucharze Świata zadebiutował 8 marca 2008 roku w Kranjskiej Gorze, gdzie nie zakwalifikował się do drugiego przejazdu giganta. Pierwsze pucharowe punkty zdobył 19 grudnia 2010 roku w Alta Badia, zajmując 29. pozycję w tej samej konkurencji. W klasyfikacji generalnej sezonu 2010/2011 zajął ostatecznie 164. miejsce. Nie startował na mistrzostwach świata ani igrzyskach olimpijskich.

## Osiągnięcia

### Mistrzostwa świata juniorów
| Miejsce | Dzień     | Rok  | Miejscowość | Konkurencja | Czas biegu  | Strata  | Zwycięzca         |
| ------- | --------- | ---- | ----------- | ----------- | ----------- | ------- | ----------------- |
| DNF     | 6 marca   | 2007 | Altenmarkt  | Zjazd       | 1:38,41 min | -       | Beat Feuz         |
| DNF     | 8 marca   | 2007 | Altenmarkt  | Supergigant | 1:07,77 min | -       | Beat Feuz         |
| 4.      | 9 marca   | 2007 | Altenmarkt  | Gigant      | 2:14,01 min | +1,39 s | Marcel Hirscher   |
| 38.     | 26 lutego | 2008 | Formigal    | Zjazd       | 1:45,31 min | +4,25 s | Hagen Patscheider |
| DNF     | 28 lutego | 2008 | Formigal    | Supergigant | 1:21,02 min | -       | Andreas Sander    |
| 2.      | 29 lutego | 2008 | Formigal    | Gigant      | 1:57,00 min | +0,33 s | Marcel Hirscher   |
| DNF     | 4 marca   | 2009 | Ga-Pa       | Supergigant | 1:16,64 min | -       | Manuel Kramer     |

### Puchar Świata

#### Miejsca w klasyfikacji generalnej
- sezon 2007/2008: -
- sezon 2008/2009: -
- sezon 2009/2010: -
- sezon 2010/2011: 164.
- sezon 2011/2012: -

#### Miejsca na podium w zawodach
Jak dotąd Nilsen nie stał na podium zawodów Pucharu Świata.